# ژاک سیوه
ژاک سیوه (انگلیسی: Jacques Siwe؛ زادهٔ ۲۹ ژوئیهٔ ۲۰۰۱) بازیکن فوتبال اهل فرانسه است که در پست مهاجم برای باشگاه گنگام بازی می‌کند.